# La Vierge au diadème bleu (Penni)
La Vierge au diadème bleu est une huile sur bois attribuée à Giovan Francesco Penni (Florence, 1488 – Naples, 1528), réalisée vers 1512 d'après Raffaello Sanzio dit Raphaël. 
Cette œuvre, de 66,5 cm sur 49,2 cm (hors cadre), est entrée dans les collections du musée municipal de La Roche-sur-Yon grâce au don d'un collectionneur privé en 1899.
Ce tableau, attribué tour à tour à Raphaël ou à l’un de ses élèves, Giovan Francesco Penni, possède une réplique conservée au Musée du Louvre (La Vierge au diadème bleu). Si la composition fut sans doute imaginée par Raphaël, la palette claire et acidulée ainsi que l’aspect porcelainé de la peinture plaiderait plutôt en faveur d’une exécution par Penni.
La scène empreinte d’une grande tendresse montre la Vierge Marie agenouillée, soulevant délicatement le voile couvrant l’Enfant endormi, afin de le présenter au petit saint Jean-Baptiste. 
Cette scène, dans l’iconographie chrétienne, est une préfiguration de la Passion : le sommeil du Christ annonce sa mort (symbolisée aussi par la croix de saint Jean-Baptiste), le voile figurant son linceul.